# エディンバラ市電
エディンバラ市電（英語: Edinburgh Corporation Tramways）は、かつてイギリス（スコットランド）の都市・エディンバラに存在した路面電車。19世紀に開通した馬車鉄道をルーツに持ち、一時はエディンバラ各地に大規模な路線網を有していたが、1956年までに全区間が廃止された。

## 歴史

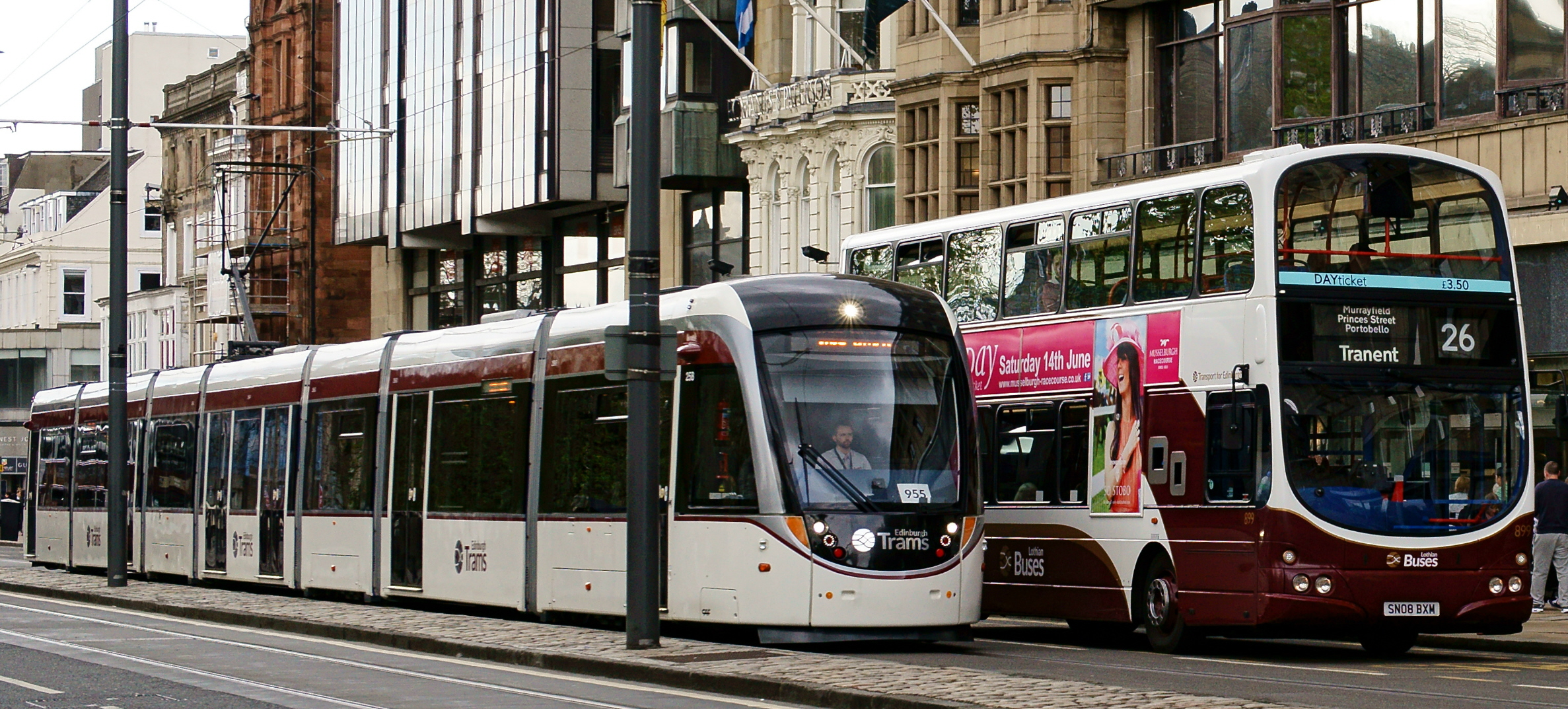
マダーと白色の組み合わせを用いる現代のエディンバラの公共交通機関 左：ライトレール、右：路線バス （2014年撮影）

エディンバラ市内における最初の軌道交通は、1871年に承認を受け同年に開通した、エディンバラ・ストリート軌道（Edinburgh Street Tramways）によって運営された馬車鉄道であった。同社はエディンバラや周辺都市に路線網を広げた一方、1870年代後半から1880年代前半にかけて馬に代わる動力として蒸気機関車の導入を模索したが、沿線からの苦情により本格的な導入には至らなかった。一方、1888年にはエディンバラ・ノーザン軌道（Edinburgh Northern Tramways）が新たに軌道事業に参入し、ケーブルカーを用いた路線を開通させた。その後、エディンバラ・ストリート軌道のエディンバラ市内の区間については1893年に設立されたエディンバラ・アンド・ディストリクト軌道（Edinburgh and District Tramways）が買収し、馬車鉄道のケーブルカーへの置き換えが進められた。また、エディンバラ・ノーザン軌道も1897年にエディンバラ・アンド・ディストリクト軌道に吸収された他、1898年にはポートベローがエディンバラに編入された事を受け、エディンバラ・ストリート軌道が同地区で運営していた路線の買収も行われた。
以降、エディンバラ・アンド・ディストリクト軌道はエディンバラ市内でケーブルカーの運営を続けた一方、1910年6月にはエディンバラ市から委託される形で初の電化路線を開通させた。しかし、本格的な路線網の電化工事が始まったのは、同社への軌道交通の委託期限が切れた事によりエディンバラ市が運営権を継承した1919年の翌年、1920年からとなり、1922年から1923年にかけてケーブルカーの路面電車への転換が実施された。また、1920年にはエディンバラに編入されたリースの路面電車（リース市電）の路線網を吸収した他、1928年にはマッセルバラの路面電車の運営を受け継いだ後1931年には路線自体の買収が実施された。
その後、エディンバラ市は路面電車を交通機関の主力と見做し、路線の延伸が継続して行われた。車両についても、ケーブルカー用車両を改造した電車を置き換えるため、流線形デザインを取り入れた2階建て車両の生産が実施された。だが、1930年代後半から計画された一部区間は建設に関する議論により中断を余儀なくされ、更に第二次世界大戦の勃発により実現する事は無かった。
戦後もマンチェスターの路面電車（マンチェスター市電）からの譲渡車両により、ケーブルカー時代から使用された車両の完全置き換えが行われた他、線路や変電所といった施設の更新も継続的に行われた。だが、モータリーゼーションの進展や路線バスの拡充により次第に路面電車は時代遅れの産物と見做されるようになり、その結果1950年にエディンバラ市内の路面電車を将来的に廃止する方針が採択された。これに従い、1952年以降エディンバラ市内から路面電車網の撤去が進行し、翌1953年には1950年時点の路線網のうち1/4が運行を終了した。その後も廃止の動きは加速し、最後に残った2つの系統（23号線、28号線）が1956年11月16日に営業運転を終了し、同日のさよなら運転をもって、エディンバラ市内から一時的に路面電車は姿を消す事となった。
廃止後はほとんどの車両が解体され、その中には製造から僅か6年しか経っていない車両も含まれていた。ただし1948年に製造された「35」のみ解体を逃れて保存される事となり、2024年現在はクライチの国立路面電車博物館に収蔵されている。また、エディンバラ・ストリート軌道が運営した馬車鉄道時代の客車についても、2階建て車両の「23」がスコティッシュ・ヴィンテージ・バス・ミュージアム（Scottish Vintage Bus Museum）に保存されている

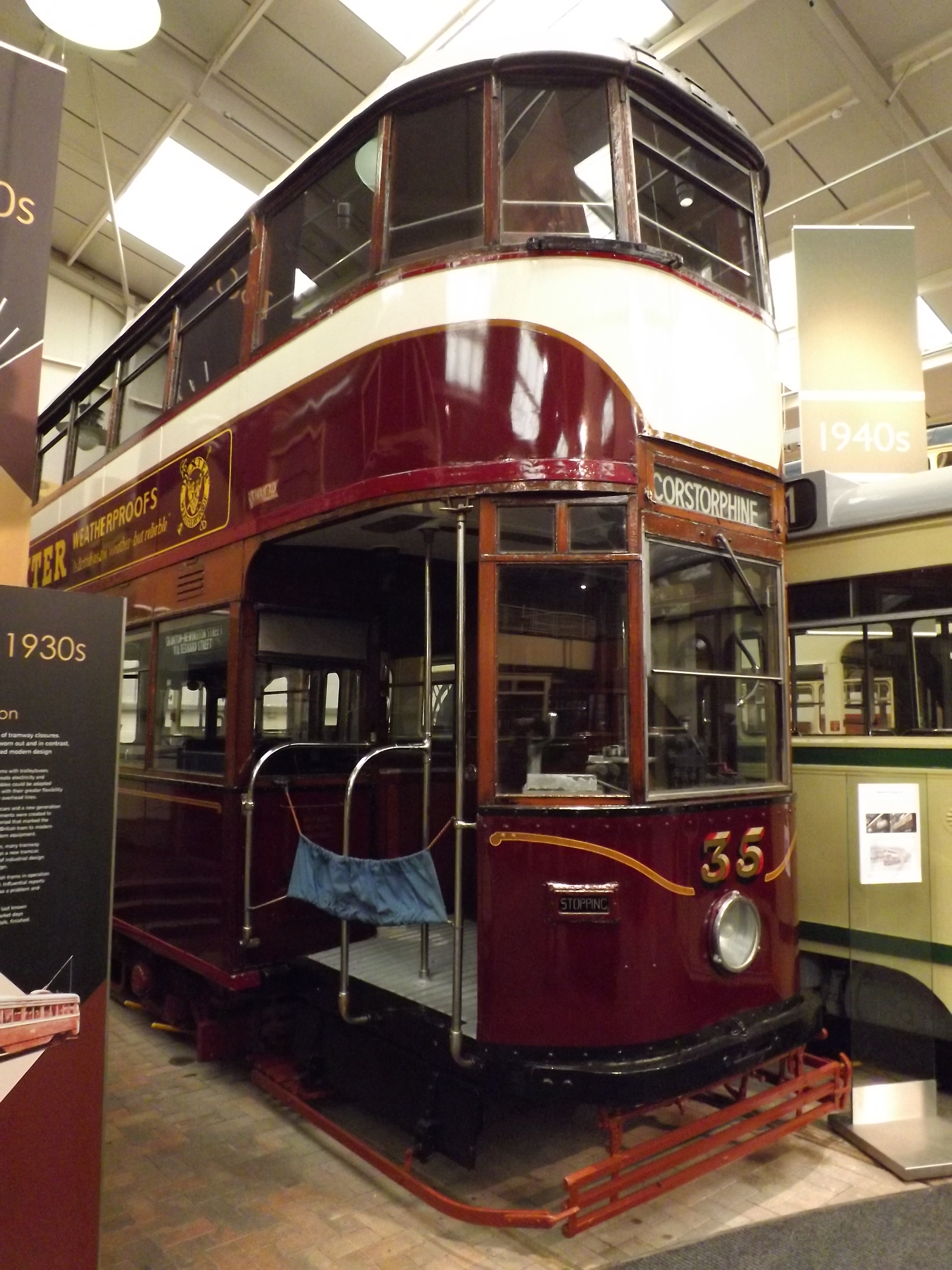
国立路面電車博物館で保存されている35（2014年撮影）
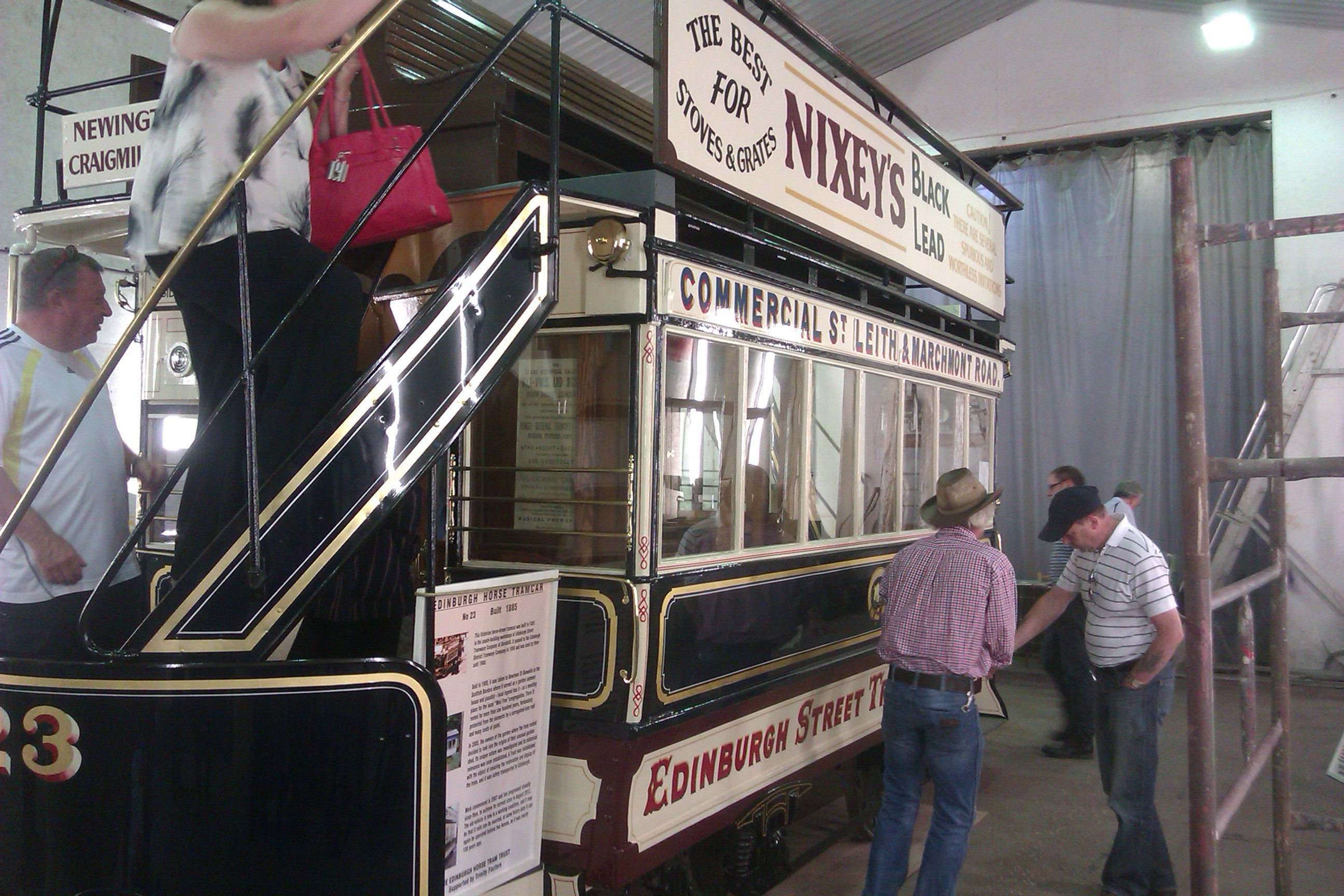
スコティッシュ・ヴィンテージ・バス・ミュージアムに保存されている馬車鉄道時代の客車・23（2012年撮影）

一方、エディンバラ市電の車両の塗装で初めて採用された茜色（マダー）と白色の組み合わせは、エディンバラの路線バスに加え、2014年に開通したライトレールであるエディンバラ・トラムの車両の塗装にも使われている。
- マダーと白色の組み合わせを用いる現代のエディンバラの公共交通機関
左：ライトレール、右：路線バス
（2014年撮影）